# Daimler Scout Car
La Daimler Scout Car, conosciuta anche come Dingo, era un veicolo da ricognizione corazzato leggero a trazione integrale prodotto in Gran Bretagna durante la seconda guerra mondiale.

## Storia
Nel 1938 il War Office britannico emise una richiesta volta alla acquisizione di un veicolo da adibire a compiti di esplorazione e ricognizione. La Alvis, la Morris e la BSA proposero un loro progetto. Alla fine venne scelto il progetto della BSA che ne incaricò lo produzione la Daimler Motor Company, responsabile nel gruppo BSA della produzione automobilistica. La designazione ufficiale del veicolo era Daimler Scout Car ma divenne conosciuto come Dingo che in realtà era la denominazione del progetto concorrente della Alvis.
Probabilmente la Dingo è stata uno dei migliori veicoli corazzati del suo genere prodotto durante il conflitto. Di piccole dimensioni aveva un equipaggio di due uomini ed era dotato di una protezione frontale di 30 mm, valore elevato per un veicolo di questa tipologia. Una delle caratteristiche di questo mezzo era data dalla trasmissione che era costituita da un sistema di preselezione e da un volano idraulico che permetteva di disporre di cinque rapporti sia nella marcia in avanti che in retromarcia. La prima versione era dotata delle quattro ruote sterzanti, ma questo sistema venne poi eliminato in quanto rendeva difficile il controllo del mezzo ai guidatori inesperti.
La Scout Car disponeva di un fondo costituito da una piastra piatta che aveva la funzione di facilitarne il movimento su terreni difficili ma, nonostante questa protezione, si dimostrò vulnerabile alle mine.
Il mezzo non disponeva di ruota di scorta essendo le gomme piene e non degli pneumatici. Le sospensioni indipendenti, anche con il tipo di gomme montato, garantivano un discreto livello di comfort all'equipaggio. L'armamento era costituito da una mitragliatrice Bren da 7,7 mm mentre l'apparato radio, gestito dal secondo membro dell'equipaggio seduto su un seggiolino girevole, era del tipo N° 19.
La produzione iniziò nel 1939 e continuò fino al 1945. Furono 6.626 gli esemplari prodotti.

## Impiego
La Daimler Scout Car venne impiegata per la prima volta dalla 1ª Divisione corazzata e dal 4º Fucilieri Northumberland del British Expeditionary Force in Francia nel 1940. Fu poi utilizzata in Nord Africa, Italia e, dopo lo sbarco in Normandia, in Europa occidentale.
Il veicolo fu molto apprezzato e venne mantenuta in servizio fino al 1952 quando venne sostituita dalla Ferret Fox. Nella metà degli anni settanta era ancora impiegata in Portogallo e a Cipro.

## Versioni
Della Dingo sono state realizzate cinque versioni:
- Mk. I: Prima versione con le quattro ruote sterzanti e il tetto scorrevole
  - Mk. IA: Versione con tetto incernierato
  - MK. IB: Versione datata di ventole di raffreddamento rovesciate
- Mk. II: Versione con le sole ruote sterzanti anteriori[5]
- Mk. III: Compartimento del motore stagno e senza tetto[6]

## LaLince
Della Scout Car ne venne realizzata una versione anche in Italia: la Lince. Dopo le prove effettuate con una Scout Car catturata se ne riconobbero i meriti e della produzione della versione italiana fu incaricata la Lancia. I primi esemplari furono prodotti nel 1943-1944 e furono impiegate dalle truppe tedesche e della Repubblica Sociale Italiana.

## LaLynx
Un veicolo molto simile, la Lynx Scout Car, è stata prodotta in Canada dalla Ford presso gli stabilimenti di Windsor, Ontario. Furono 3.255 gli esemplari prodotti in due versioni, MK. I e Mk. II. Si distinguevano in particolare per la meccanica, basata su quella degli autocarri Ford CMP, e per la mancanza - sulla Lynx Mk. II - del tettuccio corazzato.